# Gruzínsko-osetský konflikt
Gruzínsko-osetský konflikt je etnicko-politický konflikt o gruzínskou bývalou autonomní oblast Jižní Osetie, který se vyvinul v roce 1989 a rozvinul se ve válku. Přes vyhlášené příměří a četné mírové snahy zůstal konflikt nevyřešen. V srpnu 2008 vojenské napětí a střety mezi Gruzií a jihoosetskými separatisty přerostly v rusko-gruzínskou válku.

## Původ konfliktu

### Raná léta Sovětského Svazu
Konflikt mezi Gruzínci a Osetinci se datuje přinejmenším do roku 1918. Po ruské revoluci vyhlásila Gruzie nezávislost (26. května 1918) pod vedením menševiků, zatímco bolševici ovládli Rusko. Gruzínci v roce 1918 s velkou krutostí potlačili rolnické povstání v současné Jižní Osetii a v příštím roce postavili Národní sovět Jižní Osetie mimo zákon a odmítli regionu udělit autonomii. V červnu 1920 zaútočily Ruskem podporované osetské síly na gruzínskou armádu a lidovou gardu. Gruzínci reagovali rázně a porazili povstalce, přičemž několik osetských vesnic bylo vypáleno a 20 000 Osetinců bylo vysídleno do sovětského Ruska. O osm měsíců později Rudá armáda úspěšně napadla Gruzii.
Sovětská gruzínská vláda, ustavená po invazi Rudé armády do Gruzie v roce 1921, vytvořila v dubnu 1922 na nátlak Kavbyra (Kavkazského byra Ústředního výboru Komunistické strany Ruska) autonomní správní jednotku pro Zakavkazské Osetiny s názvem Jihoosetská autonomní oblast.

### Pozdní léta Sovětského Svazu
Na konci 80. let byla vytvořena osetská nacionalistická organizace Adamon Nikhas (Hlas lidu). 10. listopadu 1989 požádal Nejvyšší sovět Jižní Osetie Nejvyšší sovět Gruzínské sovětské socialistické republiky o povýšení statutu regionu na autonomní republiku. Tato žádost však byla 16. listopadu zamítnuta a Gruzínci 23. listopadu 1989 oblehli Cchinvali.
Jižní Osetie deklarovala svou státní suverenitu 20. září 1990. V říjnu 1990 byly gruzínské parlamentní volby bojkotovány Jižní Osetií, která v prosinci téhož roku uspořádala volby do vlastního parlamentu. Dne 11. prosince 1990 schválil gruzínský parlament návrh zákona, který fakticky zrušil autonomní status Jižní Osetie. Rusko zasáhlo a v Jižní Osetii byl vyhlášen výjimečný stav.
4. května 1991 jihoosetský parlament deklaroval svůj záměr oddělit se od Gruzie a spojit se se Severní Osetií, která se nacházela v hranicích Ruské federace.

## Postsovětská časová osa

### Válka v Jižní Osetii 1991–1992
Hlavní článek: Válka v Jižní Osetii (1991-1992)
Uprostřed rostoucího etnického napětí vypukla válka, když gruzínské síly v noci mezi 5. a 6. lednem 1991 vstoupily do hlavního města Jižní Osetie Cchinvali. Předpokládá se, že ve válce bylo zabito více než 2 000 lidí. Separatistům pomáhaly bývalé sovětské vojenské jednotky, které se nyní dostaly pod ruské velení.  Z vlastní Gruzie a z Jižní Osetie uprchlo přibližně 100 000 Osetinců, zatímco 23 000 Gruzínců opustilo Jižní Osetii. Dohoda o příměří (Dohoda ze Soči) byla uzavřena 24. června 1992. I když ukončila válku, nezabývala se statusem Jižní Osetie. Byla zřízena Společná kontrolní komise pro řešení gruzínsko-osetských konfliktů (JPKF) a mírové síly složené z ruských, gruzínských a osetských jednotek. Osetská de facto vláda ovládala region nezávisle na Tbilisi. Aktivity JPKF se soustředily hlavně v zóně konfliktu, která zahrnovala oblast v okruhu 15 km od Cchinvali.
Separatisté si udrželi kontrolu nad okresy Cchinvali, Java, Znaur a části Achalgori. Ústřední vláda Tbilisi kontrolovala zbytek Akhalgori a gruzínské vesnice v okrese Cchinvali.

### 1992-2003
V roce 1996 byl otevřen trh Ergneti a brzy se stal místem, kde obchodovali Gruzínci a Jižní Osetané. V roce 1996 vyhrál prezidentské volby v Jižní Osetii Ljudvig Čibirov. Dne 16. května 1996 bylo v Moskvě podepsáno memorandum o „Opatřeních pro zajištění bezpečnosti a budování důvěry“, které bylo považováno za první krok ke sblížení mezi Gruzií a separatisty z Jižní Osetie. Následovalo několik setkání mezi prezidentem Gruzie Eduardem Ševardnadzem a de facto prezidentem Jižní Osetie Ljudvigem Čibirovem. Setkali se ve Vladikavkazu v roce 1996, na Javě v roce 1997 a v Borjomi v roce 1998. Výsledkem byl určitý pozitivní vývoj, jako jsou rozhovory o návratu vnitřně vysídlených osob, ekonomickém rozvoji, politickém řešení problémů a ochraně obyvatelstva v zóně konfliktu. 
Dvanáct let nedošlo k žádné vojenské konfrontaci. Zatímco mírový proces byl zmrazen, Osetinci a Gruzínci se zabývali živými výměnami a nekontrolovaným obchodem. Nevyřešený konflikt podpořil rozvoj takových nezákonných aktivit, jako jsou únosy, obchodování s drogami a obchodování se zbraněmi. Do konce roku 2003 se na kriminálních ekonomických aktivitách údajně podílela řada policistů z Jižní Osetie a Gruzie. Úřady na obou stranách údajně spolupracovaly, aby profitovaly z nelegálního obchodu, stejně jako ruské celní a mírové jednotky.

## Časová osa před rokem 2008

### Vzplanutí v roce 2004

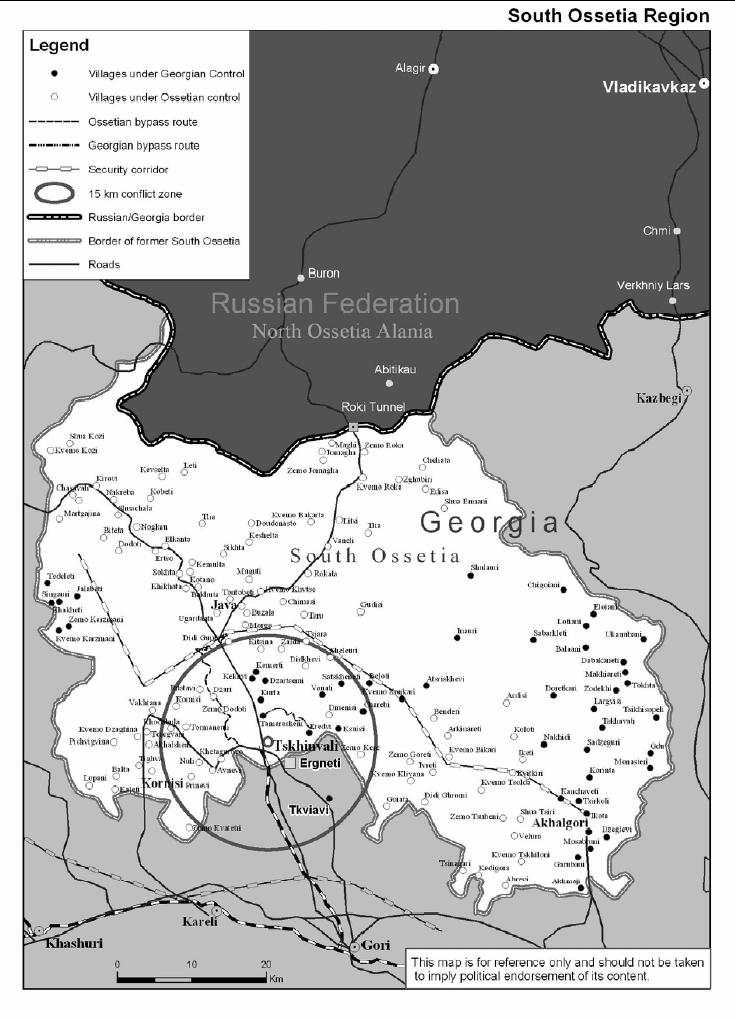
Detailní mapa Jižní Osetie, která ukazuje separatistická území a území pod kontrolou Gruzie v listopadu 2004.

Když byl Michail Saakašvili v roce 2004 zvolen prezidentem, jeho cílem bylo vrátit odtržené regiony Gruzie pod centrální kontrolu.
Po úspěchu v Adjaře obrátila vláda prezidenta Michaila Saakašviliho pozornost na Jižní Osetii.
V červnu Gruzínci uzavřeli trh Ergneti, který byl hlavním obchodním místem pro pašované zboží. Tím byla situace napjatější.  Gruzínská regionální správa začala obnovovat alternativní cestu do Didi Liakhvi.
Dne 7. července zadržely gruzínské mírové síly ruský konvoj. Další den bylo asi 50 gruzínských mírových jednotek odzbrojeno a zadrženo milicemi Jižní Osetie. Zajatí gruzínští míroví vojáci byli až na tři výjimky propuštěni 9. července. 11. července 2004 gruzínský prezident Saakašvili prohlásil, že „krize v Jižní Osetii není problém mezi Gruzínci a Osetiny. Toto je problém mezi Gruzií a Ruskem.“
Dne 5. srpna 2004 vydala ruská Státní duma oficiální prohlášení týkající se vyostření situace kolem Jižní Osetie a Abcházie v souvislosti s „politickými akcemi gruzínských úřadů“. Prohlášení varovalo, že Rusko se může zapojit do konfliktu a podnikne „příslušná opatření v případě, že by byly ohroženy životy ruských občanů“. Stovky ruských dobrovolníků, zejména kozáků, prohlásily, že jsou připraveny chránit lid Jižní Osetie, pokud by konflikt dále eskaloval.
Napětí vzrostlo v noci z 10. na 11. srpna, kdy se gruzínské a jihoosetské vesnice v oblasti severně od Cchinvali ocitly pod palbou a civilisté byli zraněni. Do přestřelky se prý zapojili gruzínští a jihoosetští příslušníci JPFK. Dne 13. srpna se gruzínský premiér Zurab Žvania a de facto jihoosetský prezident Eduard Kokojty dohodli na příměří, které obě strany několikrát porušily. Během napětí v červenci a srpnu bylo zabito 17 Gruzínců a 5 Osetinců. Na mimořádných zasedáních JCC ve dnech 17. a 18. srpna v Tbilisi a Cchinvali strany diskutovaly o komplexních návrzích na příměří ao projektech demilitarizace. Zároveň očekávali obnovení bojů a využili příměří ke zlepšení svých vojenských pozic a posílení obrany. Dohody o příměří bylo dosaženo 19. srpna.
Dne 24. srpna v rozhovoru odvysílaném televizí Imedi předseda Výboru pro obranu a bezpečnost gruzínského parlamentu Givi Targamadze řekl, že ruská armáda je připravena zahájit útok na gruzínské území, ale úder byl zabráněn Saakašviliho rozhodnutím z 19. srpna stáhnout gruzínské síly ze strategických pozic v Jižní Osetii. Targamadze řekl, že gruzínská vláda vlastnila tajně nahrané video ruských vojenských příprav poblíž gruzínských hranic.
Na schůzce na vysoké úrovni mezi gruzínským premiérem Zurabem Žvanijem a vůdcem Jižní Osetie Eduardem Kokojtym dne 5. listopadu v ruském Soči bylo dosaženo dohody o demilitarizaci konfliktní zóny. Nějaká přestřelka pokračovala v zóně konfliktu po příměří, zřejmě primárně iniciované osetinskou stranou.

### Nové mírové úsilí
Gruzínský prezident Michail Saakašvili představil novou vizi řešení jihoosetského konfliktu na zasedání Parlamentního shromáždění Rady Evropy (PACE) ve Štrasburku dne 26. ledna 2005. Jeho návrh zahrnoval širší formy autonomie, včetně ústavní záruky svobodné a přímo volené místní samosprávy. Saakašvili uvedl, že parlament Jižní Osetie bude mít kontrolu nad otázkami, jako je kultura, vzdělávání, sociální politika, hospodářská politika, veřejný pořádek, organizace místní samosprávy a ochrana životního prostředí. Zároveň by Jižní Osetie měla hlas i v národních vládních strukturách s ústavní zárukou zastoupení v soudních a ústavně-soudních složkách a v parlamentu. Gruzie by se zavázala ke zlepšení ekonomických a sociálních podmínek obyvatel Jižní Osetie. Saakašvili navrhl přechodné tříleté období pro řešení konfliktu, během kterého by byly pod vedením a záštitou mezinárodních organizací zřízeny smíšené gruzínské a osetské policejní síly a osetské síly by se postupně integrovaly do sjednocených gruzínských ozbrojených sil. Saakašvili také řekl, že mezinárodní společenství by mělo hrát významnější a viditelnější roli při řešení tohoto konfliktu.
Předčasná smrt Zuraba Zhvaniji v únoru 2005 byla překážkou v řešení konfliktu.

### Útok na gruzínský vrtulník v roce 2006
Dne 3. září 2006 zahájily síly Jižní Osetie palbu na gruzínský vrtulník MI-8 s gruzínským ministrem obrany Irakliem Okruašvilim, když přeletěl nad územím ovládaným separatisty. Bezpečně přistál na území kontrolovaném gruzínskou vládou. Ačkoli jihoosetské úřady oznámily, že gruzínský vrtulník vstoupil do jejich vzdušného prostoru a vystřelil na zem, Gruzínci popřeli obvinění, že výstřely pocházely z vrtulníku. Představitelé Jižní Osetie potvrdili, že za útok jsou zodpovědní jejich vojáci, ale popřeli tvrzení, že letadlo bylo cílem kvůli předchozím informacím, že Okruašvili byl na palubě. "Nemáme zájem nechat zabít Okruašviliho nebo gruzínského prezidenta Michaila Saakašviliho, protože nám pomáhají dosáhnout nezávislosti," prohlásil jihoosetský ministr vnitra Michail Mindzajev.

### Incident z října 2006
Dne 31. října 2006 ohlásila jihoosetská policie potyčku v městě Java v Jižní Osetii, při které zabili skupinu 4 mužů. Mezi zbraně zabavené této skupině patřily útočné pušky, zbraně, granátomety, granáty a výbušná zařízení. Mezi další předměty nalezené v držení ozbrojenců patřila extremistická wahhábistická literatura, mapy oblasti Jáva a sady ruských mírových uniforem. Tato zjištění vedla jihoosetské úřady k závěru, že militanti plánují provést sabotáž a teroristické útoky. Jihoosetské úřady identifikovaly muže jako Čečence z gruzínské soutěsky Pankisi. Jižní Osetie obvinila Gruzii z najímání čečenských žoldáků k provádění teroristických útoků v regionu.
Gruzínská strana svou účast na incidentu rozhodně popřela. Shota Khizanishvili, mluvčí gruzínského ministerstva vnitra, předpokládal, že incident by mohl souviset s „vnitřními konflikty v Jižní Osetii“.

### Konkurenční volby v roce 2006
Dne 12. listopadu 2006 se v Jižní Osetii konaly prezidentské volby a referendum. Část regionu ovládaná separatisty znovu zvolila Eduarda Kokojtyho de facto prezidentem a hlasovala pro nezávislost na Gruzii. V oblastech pod kontrolou Gruzie uspořádala osetská opozice konkurenční průzkumy, ve kterých zvolila Dmitrije Sanakojeva jako alternativního prezidenta, a hlasovala pro jednání s Gruzií o budoucí federální dohodě. Progruzínská vláda nikdy nebyla schopna získat významnou podporu od separatistických úřadů.

### Nová iniciativa Gruzie
Dne 29. března 2007 ruské ministerstvo zahraničí v prohlášení varovalo, že plán Tbilisi zřídit dočasnou administrativní jednotku v části odtržené Jižní Osetie „rozbije již tak křehkou situaci“. Dne 10. května 2007 prezident Gruzie jmenoval Dmitrije Sanakojeva vedoucím prozatímního správního subjektu Jižní Osetie. Další den Sanakojev promluvil v parlamentu Gruzie a nastínil svou vizi plánu řešení konfliktu. V reakci na to jihoosetští separatisté prosadili masovou blokádu gruzínských vesnic v zóně konfliktu a Eduard Kokojty požadoval stažení gruzínských speciálních jednotek a prozatímní vlády Jižní Osetie v čele s „alternativním prezidentem“ Dmitrijem Sanakojevem.
Dne 24. července 2007 se v Tbilisi konala první státní komise, která definovala status Jižní Osetie v rámci gruzínského státu. V komisi, které předsedal gruzínský premiér Zurab Noghaideli, byli gruzínští poslanci, zástupci osetské komunity v Gruzii a zástupci několika gruzínských organizací pro lidská práva. Jednání byla vedena se Sanakojevovou administrativou.
Sanakojevovi příznivci zahájili kampaň proti Kokoity s názvem „Kokoity Fandarast“ („Sbohem Kokoity“ v osetštině).

### Raketový incident v Tsitelubani roku 2007
Dne 6. srpna 2007 raketa dopadla, ale neexplodovala, ve vesnici Tsitelubani, asi 65 km (40 mil) od Tbilisi. Gruzínští představitelé uvedli, že ruský útočný letoun SU-24 Fencer, narušil jeho vzdušný prostor a vypálil protiradarovou takticky řízenou protiradarovou střelu Raduga Kh-58. Rusko obvinění popřelo. Skupina obranných specialistů ze Spojených států, Švédska, Lotyšska a Litvy oznámila pozdě 15. srpna, že letoun letěl z ruského do gruzínského vzdušného prostoru a zpět třikrát.

## Události v roce 2008

### Předválečné střety
Události před srpnem 2008 jsou popsány v rusko-gruzínské diplomatické krizi z roku 2008.

### Válka v Jižní Osetii 2008
Hlavní článek: Rusko-gruzínská válka 2008

### Po válce 2008
Dne 26. srpna 2008 Rusko oficiálně uznalo Jižní Osetii i Abcházii jako nezávislé státy.
Dne 4. srpna 2009 bylo oznámeno, že před prvním výročím války dne 8. srpna roste napětí. Evropská unie vyzvala „všechny strany, aby se zdržely jakéhokoli prohlášení nebo jednání, které by mohlo vést ke zvýšení napětí v této obzvláště citlivé době.“
V roce 2015 prokurátor Mezinárodního trestního soudu požádal soudce soudu o povolení zahájit vyšetřování údajných válečných zločinů v souvislosti s konfliktem. Tento případ zahrnuje údajné zločiny spáchané v rámci kampaně za vyhnání etnických Gruzínců z Jižní Osetie, jakož i útoky na mírové jednotky ze strany gruzínských a jihoosetských sil.
Ruské a osetské jednotky rozšířily hranici do Gruzie a vyhnaly etnické Gruzínce z jejich domovů.
Existuje několik návrhů na připojení Jižní Osetie k Rusku po válce. Nejnovější se datuje do roku 2022.